# Bargusin (Fluss)
Der Bargusin (russisch Баргузин) ist ein 480 km langer Zufluss des Baikalsees in Burjatien im asiatischen Teil Russlands.
Die Quelle des Flusses befindet sich rund 230 km östlich des Baikalsees oberhalb der Ortschaft Ulunchan. Anfangs fließt der Bargusin ein Stück nach Nordwesten und knickt dann nach Südwesten ab, um in die Bargusin-Senke (Баргузинская котловина) einzufließen, ein 200 km langes und bis 35 km breites Tal zwischen dem Bargusingebirge im Nordwesten und dem Ikat-Gebirge im Südosten. In diesem Tal, in dem sich das 2387 km² große Staatliche Naturreservat Dscherga (Джергинский государственный природный заповедник) befindet, verzweigt sich der mäandrierende Fluss und bildet teils Altwasserarme und eine sumpfige Landschaft mit über 1000 Seen. Nach dem Durchfließen des Tals, in dem der Bargusin unter anderem das bereits genannte Ulunchan, aber auch Alla, Baragtschan, Tschilgana und Bargusin durchfließt bzw. passiert, mündet er bei Ust-Bargusin in die Bargusin-Bucht, welche die größte und tiefste Bucht des Baikalsees bildet und sich im Osten des Sees südlich der Halbinsel Swjatoi Nos befindet.
Das Einzugsgebiet des Bargusin, der oberhalb seiner Mündung auf 204 km Länge schiffbar ist, umfasst rund 21.100 km². Seine Hauptzuflüsse sind Garga, Argada, Ina und Uljun.